# August Nilsson
Pour les articles homonymes, voir Nilsson.
August Nilsson (Trollenäs, 15 octobre 1872 - Stockholm, 23 mai 1921) est un athlète et tireur à la corde suédois. Il participe aux Jeux olympiques de 1900 et remporte la médaille d'or avec l'équipe mixte en tir à la corde. Durant ces mêmes Jeux olympiques, il finit 9e au lancer du poids et 8e au saut à la perche.